# Монтекатини (Варезе)
Монтекатини је насеље у Италији у округу Варезе, региону Ломбардија.
Према процени из 2011. у насељу је живело 57 становника. Насеље се налази на надморској висини од 208 м.